# Campephaga phoenicea

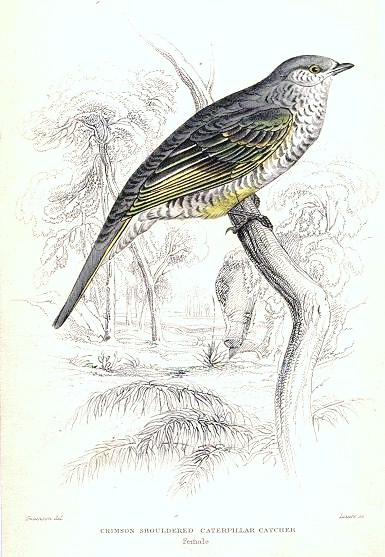
Fêmea

Lagarteiro-d'ombros-vermelhos ou lagarteiro-riscadinho (Campephaga phoenicea) é uma espécie de ave da família Corvidae.
Pode ser encontrada nos seguintes países: Benin, Burkina Faso, Camarões, República Centro-Africana, Chade, República do Congo, República Democrática do Congo, Costa do Marfim, Eritrea, Etiópia, Gâmbia, Gana, Guiné, Guiné-Bissau, Quénia, Libéria, Mali, Mauritânia, Níger, Nigéria, Senegal, Serra Leoa, Sudão, Togo e Uganda.
Os seus habitats naturais são: florestas subtropicais ou tropicais húmidas de baixa altitude e savanas áridas.